# Бумба
Бумба (англ. Bumba) — город на севере Демократической Республики Конго в провинции Монгала, порт на реке Конго.
В 2010 году население города по оценкам составляло 103 328 человек.
19 ноября 1998, в ходе Великой африканской войны город был захвачен повстанцами РКД.

## Транспорт
Через Бумбу проходит транс-африканский автодорожный маршрут  шоссе Лагос-Момбаса.